# Долни Вадичов
Долни Вадичов (слч. Dolný Vadičov) насељено је мјесто са административним статусом сеоске општине (слч. obec) у округу Кисуцке Нове Место, у Жилинском крају, Словачка Република.

## Становништво
| Година:    | 1994. | 2004.    | 2014.    | 2024.    |
| ---------- | ----- | -------- | -------- | -------- |
| Број људи: | 384   | 425      | 477      | 598      |
| Разлика:   |       | +10,67 % | +12,23 % | +25,36 % |

| Година:    | 2023. | 2024.   |
| ---------- | ----- | ------- |
| Број људи: | 588   | 598     |
| Разлика:   |       | +1,70 % |

Према подацима о броју становника из 2023. године насеље је имало 588 становника.